# 東條隆郎
東條 隆郎（とうじょう たかお、1950年（昭和25年） - ）は、日本の建築家。三菱地所設計に所属。
北海道生まれ。1973年（昭和48年）、北海道大学工学部建築工学科卒業。同年、三菱地所入社。2001年（平成13年）、株式会社三菱地所設計　第二設計部長、2005年（平成17年）、株式会社三菱地所設計取締役ピル開発設計部長。
主な作品に、広尾ガーデンヒルズ、金沢パークピル、丸の内ピルデｨンク、有楽町駅前第一地区再開発事業、がある。